# Droga N49 (Belgia)
Droga regionalna N49 (niderl. Gewestweg N49) – jedna z belgijskich dróg regionalnych. Biegnie od Antwerpii do Knokke-Heist. Droga jest w większości dwujezdniowa po 2 pasy ruchu w każdą stronę, z ograniczeniem prędkości do 120 km/h. N49 jest stopniowo zastępowana przez autostradę A11. Śladem N49 biegnie także trasa europejska E34.